# Pro Deiotaro
Pro rege Deiotaro (en castellano: En defensa del rey Deyótaro) fue un discurso pronunciado por Cicerón en noviembre del año 45 a. C., un año después del discurso en defensa de Quinto Ligario. Es el último discurso cesariano, y judicial, que creó el orador, y con muchas particularidades tanto en su composición como en su contexto histórico, situado en el penúltimo año de la dictadura de César, en el marco de la guerra por Galacia. Se trata del texto de refutación con el que el político romano defendió a su amigo y antiguo anfitrión; fue acusado de intento de asesinato contra César, y de mantener sentimientos de hostilidad contra el dictador. Cicerón preparó su defensa con el objetivo de refutar los cargos en orden inverso, dando más importancia a la ausencia de hostilidad contra César y al hecho de que, en realidad, respondió cuando se le pidió apoyo militar. Destaca además la necesidad del orador de mirar por su propia situación personal y política; como antiguo pompeyano reconocido debía ganarse la confianza del dictador. También son importantes las particularidades que rodean este discurso, entre las que se encuentran unas acusaciones difícilmente demostrables, un juicio que en caso de haberse producido, fue irrelevante tanto políticamente como judicialmente, y un resultado desconocido por la tradición.

## Contexto histórico

#### Antecedentes

El Imperio Romano en el año 117, la región de Galacia aparece destacada en amarillo.

Al inicio del siglo III a. C., una oleada migratoria celta llegó a Asia Menor y se estableció en el centro de la península anatólica, dando el nombre a la región, Galacia. Ya durante el conflicto entre Roma y Antíoco, en el marco de las guerras provocadas por la desintegración del imperio de Alejandro Magno causaron problemas que obligaron a Cornelio Manlio a liderar una expedición punitiva en esta región en el año 189 a. C., y aparte de esta cuestión fue un territorio tranquilo hasta el siglo I a. C. El territorio se dividía en tres tribus diferentes y cada una de estas tres regiones era gobernada por cuatro tetrarcas (un total de doce reyes); Deyótaro fue uno de estos reyes, que a finales del siglo II empezó a expandir su territorio a la fuerza, conquistando territorios de las tetrarquías vecinas. Los verdaderos problemas empezaron con Mitridates. Cuando el rey del Ponto declara la guerra al poder romano, la resistencia de Deyótaro fue crucial en la defensa de los intereses del Senado en la zona, y el tetrarca aprovechó su alianza con Roma para consolidar sus propios intereses expansionistas en la región. Ya que a cambio de mantener sus propias conquistas estaba obligado a defender la estabilidad de la zona a favor de Roma, asistió a diversos generales romanos a lo largo de la primera mitad de siglo, durante las dos primeras guerras mitridáticas, como por ejemplo Sila y Lúculo. El segundo favoreció que el Senado otorgase honores oficiales al tetrarca por su colaboración. Esta alianza culminó en los sucesos de la tercera guerra mitridática, donde Pompeyo venció definitivamente a Mitridates, y recompensó a Deyótaro con Armenia Menor, entre otros territorios, por resolución del Senado en el año 59 a. C.

#### Relación con César
Esta amistad con Pompeyo se evidenció durante los hechos de Farsala, donde Deyótaro se alía abiertamente con él, ofreciéndole caballería auxiliar para el combate. Después de la derrota de Pompeyo, el tetrarca y una parte de su familia acompañaron al romano hacia Lesbos, desde donde Deyótaro, bajo la promesa de volver con refuerzos, regresa a Galacia. Pero antes de poder cumplir su promesa, Pompeyo es vencido y asesinado. Poco después Farnaces II, hijo de Mitridates, invade Galacia de nuevo. Deyótaro responde asistiendo a Domicio Calvino en su victoria contra Farnaces, mientras al mismo tiempo expulsaba a dos de sus familiares de sus correspondientes tetrarquías. En este momento se involucra César de forma activa en el conflicto; en el año 47 se entrevista con el tetrarca en la frontera de Galacia. Se produce un pacto tácito entre ambas partes: César necesitaba el apoyo militar de Deyótaro para vencer a Farnaces, y las ventajas de mantener un aliado consolidado en la zona tenían más peso que castigar y condenar mediante la fuerza la alianza del rey con Pompeyo. Por otra parte, Deyótaro, conocedor de las consecuencias que podría sufrir por sus deslealtades durante la guerra civil, necesitaba mantener buenas relaciones con el poder romano, si deseaba conservar su reino. Resultado de aquel pacto político fue que el dictador, tras su victoria en Zela, fue acogido en la corte de Deyótaro, en la que permaneció un tiempo. Resulta aparentemente contradictorio que a continuación, una vez César se marcha de la corte del gálata, sancionó al rey con la pérdida de una parte de su territorio, como castigo por su deslealtad. El castigo no acobardó al tetrarca, que envió embajadores a César solicitando la restauración de los territorios perdidos, y el reconocimiento de su hijo como sucesor. Una vez muerto el dictador, Marco Antonio, a instancias del rey, encontró unos documentos probablemente falsificados en los que César accedía a sus peticiones, pero Deyótaro no esperó a su llegada para reconquistar los territorios perdidos, que mantuvo hasta su fallecimiento. Dos años después de la entrevista con el dictador romano, Castor, uno de sus nietos, que era hijo de uno de los yernos que expulsó, presentó en Roma una acusación contra su abuelo, que César aceptó; él mismo fue el juez, y el juicio se realizó en su casa, con una audiencia limitada. No hay testimonios sobre esta audiencia fuera del texto, y los nombres que se mencionan en el discurso, citados en el párrafo 32, son Gneo Domicio, Tito Torcuato, y el jurista Servio Sulpicio. Fuera de estas citas no se conocen más miembros del público que supuestamente asistió al juicio.

#### Relación con Cicerón
Cuando Deyótaro fue nombrado rey de Armenia Menor, se anticipó una supuesta invasión de los partos a través de Cilicia, en el año 51 a. C. En apoyo a los intereses romanos puso a disposición de Cicerón, procónsul en aquel momento, encargado de aquella campaña, fuerzas auxliares; además, acogió durante este tiempo al hijo y sobrino del orador en su corte, ganándose su amistad.

## Acusación y defensa

#### Cargos contra Deyótaro
Se acusaba al rey de intento de asesinato contra César, dos años antes mientras lo acogía en su corte en Galacia, y de mantener sentimientos hostiles contra él. La primera acusación era vaga, con el único testimonio del médico esclavo de Deyótaro (que formaba parte de la misma embajada de su amo), posiblemente sobornado para testificar en contra del tetrarca. La segunda era más difícil de demostrar, pero a diferencia de la primera más plausible, ya que no era ningún secreto la amistad del acusado con Pompeyo, y además, Deyótaro fue sancionado con la pérdida de una parte de su territorio por el dictador. En última instancia, por lo que se puede reconstruir a partir del mismo discurso, los acusadores intentaron añadir peso al primer cargo mediante la posibilidad del segundo, con el objetivo, más que de probar el hecho real de que Deyótaro hubiese intentado asesinar a César, de demostrar que era una posibilidad probable, en perspectiva de la hostilidad que el rey tenía contra el dictador.

#### Refutación de Cicerón
La defensa del abogado se puede dividir en dos ejes: Primero, hace una apelación a las circunstancias extraordinarias que rodean el caso, donde remarca la nula solidez de los cargos contra su cliente, y la misma situación del supuesto juicio, con un único juez (César). Cicerón utiliza estas particularidades a su favor, y busca de forma constante ganarse el favor del dictador, recordando que él es un hombre sabio con afición a las letras, y capaz de percibir las lacras de la acusación en este juicio inusual. Por otra parte, a la hora de refutar los cargos Cicerón se ve obligado a responder a la estrategia de la acusación; debe rebajar los motivos por los que Deyótaro albergaría algún rencor contra César, y afirma que se alió con Pompeyo por error y desconocimiento, no por querer conspirar contra él, (el mismo orador convenientemente se pone como ejemplo de esto). Recuerda además que ahora son tiempos de paz, y es el momento de perdonar y ser clemente. Tambiñén hace un retrato del acusado muy idealizado, con el objetivo de no solo rechazar los cargos, sino también de tranquilizar al dictador. Mediante la rebaja de la segunda acusación, Cicerón pretende descartar la primera, ya que una vez la hostilidad del tetrarca queda desmentida, el intento de asesinato pierde el poco peso que tenía, sin pruebas ni testimonios fiables.

## Estructura[6]
El autor trata este discurso con el formato habitual forense, aunque las partes tradicionales de este tipo de discurso son más extensas en comparación con otros, y además no habla de los temas de forma equilibrada; Cicerón se esfuerza en descalificar a los acusadores y sus cargos, pero nunca recuerda que un extranjero no podía presentar estos tipos de demanda.

#### Exordio (1-7)
Cicerón presenta el caso, donde recuerda todas las circunstancias extraordinarias que lo rodean (una acusación contra un rey, un acusador extranjero, el juez único, el lugar físico). Los párrafos 8 y 9 son la transición entre el exordio y la argumentación, donde el orador recuerda que el juez está predispuesto en contra del acusado.

#### Argumentación (10-14)
Empieza la refutación de hostilidad contra César. Deyótaro siguió a Pompeyo por lealtad y admiración, como muchos otros, y por desconocimiento de la política romana y de los bandos. El abogado recuerda que el rey, cuando se le presentó la oportunidad, ayudó a César, del que nunca fue enemigo.

#### Refutación (15-34)
Corresponde a la parte técnica del discurso, donde se rechazan los argumentos en orden. En primer lugar, del párrafo 15 al 22, descalifica el intento de asesinato como improbable y extraño, debido a la categoría de los dos implicados, en el sentido de que César conocía el carácter del rey, y añade que los hechos oscuros que rodearon la supuesta preparación del crimen, con las consecuencias que éste comportaría, eran como mínimo inusuales, si no imposibles. Cicerón recuerda al final que los hechos reales difieren de la versión del acusador. En segundo lugar, del párrafo 22 al 34, desarrolla la refutación del cargo de hostilidad contra César. Empieza con la demostración de los hechos, ya que Deyótaro ayudó a César en su campaña, y como benefactor suyo solo podía estar agradecido. A partir del párrafo 26 Cicerón realiza una loa del acusado, donde recuerda a su nieto (el acusador), que debería aprender de él, en vez de presentar un falso cargo. Y a partir del 28 pronuncia una loa de César, que, según él, ha sido menospreciado y faltado al respeto por parte del acusador, añadiendo una mención a la clemencia del dictador.

#### Peroración (35-43)
Cicerón concluye el discurso con una apelación total a la clemencia, el perdón y la reconciliación. César no debe asustarse, ya que Deyótaro es el más agradecido de todos por sus acciones. Por último el orador anima al dictador a considerar todos los testimonios y el peso que tendrá su decisión final. 

## Motivos y causas[8]
A pesar de que nos es desconocido el veredicto, o si este discurso fue pronunciado en un juicio auténtico, su existencia demuestra que los personajes tenían unas motivaciones y razones para llevar a cabo este acto sin muchas de las formalidades necesarias. Primero, Cicerón, como pompeyano declarado, recientemente había conseguido el perdón de César, interesado en la posibilidad de unir un orador y político veterano a su causa. En varios momentos del discurso el orador hace apelaciones a la compasión y a la paz, en referencia a Deyótaro, pero en ningún momento debe dudarse que Cicerón piensa en su propia seguridad y estatus político, sobre todo con el testimonio del retrato que hace del rey, irreal en muchos aspectos para ensalzar sus cualidades y para desmentir la supuesta animadversión respecto al juez. El primer paso de Cicerón para ganar influencia en esta nueva Roma era ganarse la confianza del dictador. Por otra parte, él aprovecha la ocasión para devolver un favor a un viejo amigo; hace falta recordar que el rey gálata acogió en su corte al hijo y sobrino del orador durante su deber cono procónsul en la región.
Sobre César, sus pensamientos nunca son claros pero con el conocimiento del carácter del dictador podemos especular que su principal motivación para preparar, supervisar y juzgar este caso era mirar por sus propios intereses en la zona. Si en un primer lugar sancionó al rey no solo fue para castigar sus lealtades, sino también para repartir el territorio expropiado entre otros aliados. Se puede añadir la interpretación del juicio como una oportunidad concedida por César a Deyótaro para demostrarle su lealtad, en vista de que los cargos contra el rey y la supuesta condición de víctima del dictador no preocupaban en gran medida al juez, con la prueba de la ausencia de veredicto, que puede ser interpretado como falta de interés por ambas partes, o simplemente que como el resultado no causó ninguna repercusión importante, se perdió en el paso del tiempo. Autorizar la defensa de Cicerón tampoco es casualidad, ya que la condición política del abogado era similar a la de Deyótaro. Segurar la fidelidad de dos figuras importantes es lógico dentro de la manera de hacer política cesariana, muy pragmática y ausente de restricciones éticas o políticas, en la que el dictador no dudaba en perdonar o condenar atendiendo tan solo a sus intereses personales.
EN tercer y último lugar, Deyótar ose ve atrapado en una doble trama. Por una parte, la cuestión de la guerra vivil obliga al rey a escoger un bando, pero hace la elección equivocada, y en este momento debe pagar las consecuencias. Si bien es conveniente tanto para César como para Cicerón que sea el orador el encargado de la defensa, también lo es para Deyótaro, tanto por la experiencia y sabiduría de su amigo como por la seguridad que otorgaba el simple hecho de ser defendido por una figura consolidada en Roma. Por otra parte, es evidente que en el fondo de la cuestión hay una conspiración habitual en el marco de las intrigas típicas de las cortes orientales de la época. El rey nombra un sucesor, y como su nieto no está de acuerdo, conspira para derrocar al abuelo, y para hacerlo decide aprovecharse de las circunstancias extraordinarias que lo rodean; trata de hacer plausible un asesinato mediante una acusación de sentimientos hostiles que sí es creíble debido a las amistades de Deyótaro. Es necesario recordar que, aunque se desconozca el veredicto, se puede suponer que la conspiración fracasó, porque el tetrarca recuperó los territorios perdidos una vez muerto César, y los mantuvo durante el resto de su vida.

## Transmisión textual
A pesar de que la mayor parte de los discursos durante la Antigüedad fueron editados y publicados por el mismo Cicerón, en el caso de Pro Deiotaro su nula repercusión provocó que el orador lo redactase formalmente únicamente a instancias de su amigo Ático, que le pidió el discurso por carta. En el caso de la edición contemporánea, el texto que nos ha llegado proviene de manuscritos medievales, divididos en tres familias: α, donde se encuentran Ambrosianus (s. X-XI), Harleianus 2682 (s.XI) y Vossianus Lat. O. 2 (s. X-XI). β, donde se encuentran Bruxellensis 5345 (s. XI), Dorvillianus 77 (s. X-XI), Berolensis 252 (s. X-XI), Erfurtensis (siglo XII-XIII) y Harleianus 2716 (s. XI). Finalmente, en γ es importante para este discurso el Gudianus 335 (s. X-XI).